# Problema de Plateau

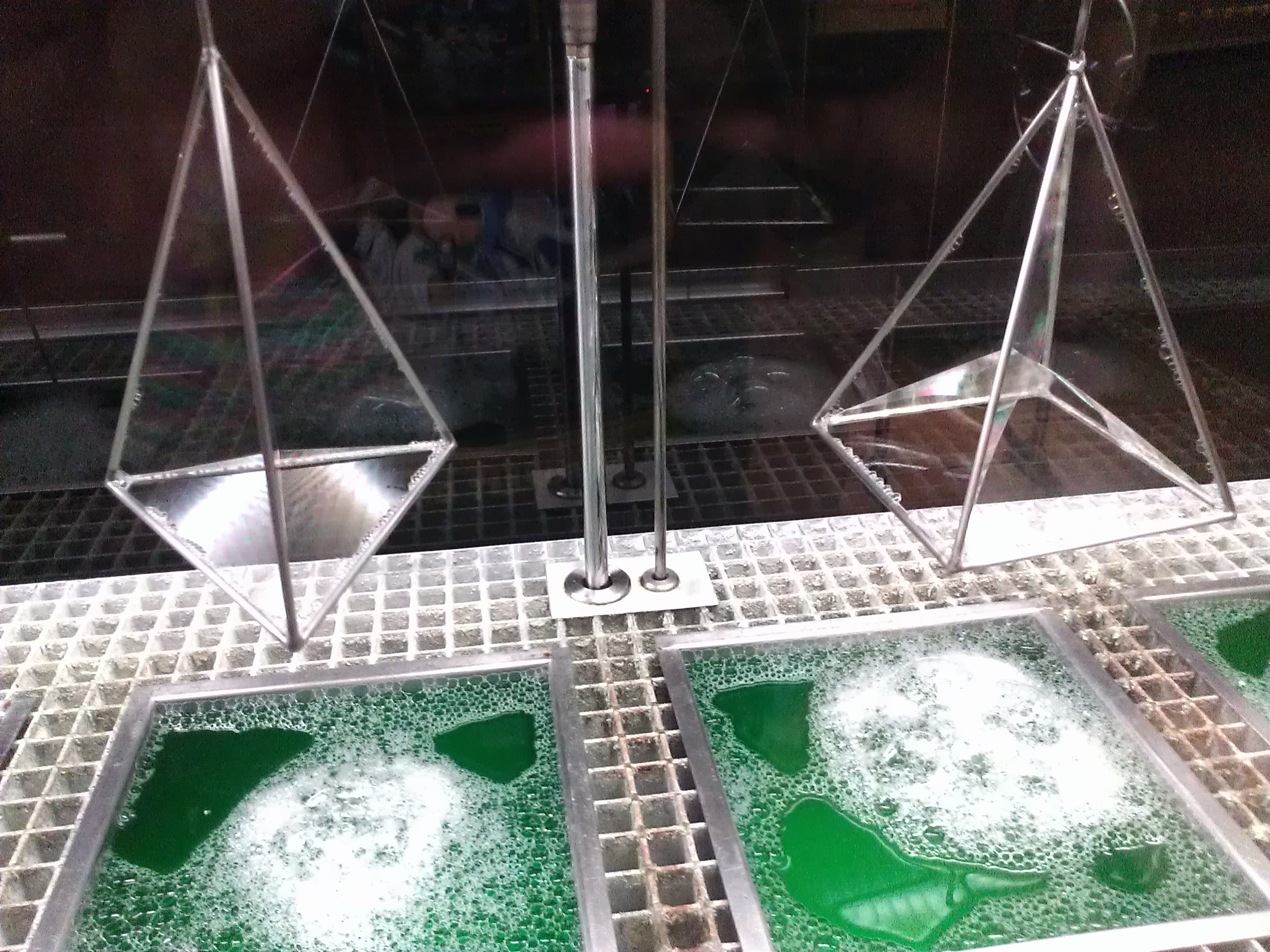
Ejemplo práctico del problema de Plateau con formas creadas con alambre y pompas de jabón.

En matemáticas, el problema de Plateau es mostrar la existencia de una superficie minimal con una frontera dada, un problema planteado por Joseph-Louis Lagrange en 1760. Sin embargo, fue nombrado posteriormente por Joseph Plateau quien experimentó con películas de jabón. El problema es considerado parte del cálculo de variaciones. La existencia y regularidad de los problemas son parte de la teoría geométrica de la medida.

## Planteamiento

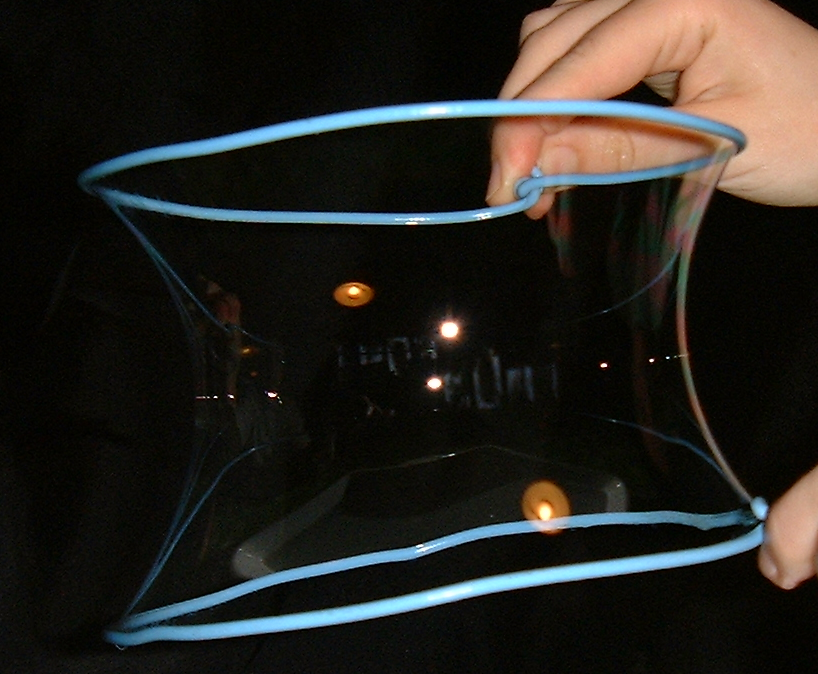
Fotografía de una burbuja de jabón formando un catenoide.

La generalización del problema de Plateau formulado consiste en lo siguiente: 
Se da una curva cerrada (de Jordan) en el espacio. Hallar la superficie que contiene esta curva y tal que el área abarcada por la curva sea mínima.
Se dan dos puntos {\displaystyle P_{1}(x_{1},y_{1})} y {\displaystyle P_{2}(x_{2},y_{2})} del plano {\displaystyle xy}. Sea {\displaystyle x_{1}<\;x_{2}}. Supongamos que {\displaystyle y=y(x)} es la ecuación de una curva que une los puntos {\displaystyle P_{1}} y {\displaystyle P_{2}}, es decir, 
La curva gira alrededor del eje {\displaystyle x} barriendo cierta superficie de revolución. Se pregunta: ¿cuál es la superficie de rotación que tiene la menor área posible? De este modo se llega al problema de la elección de la función {\displaystyle y(x)} para la que la integral 
(área de la superficie de revolución) es mínima. Estas superficies de revolución mínimas, bajo ciertas restricciones adicionales sobre los puntos {\displaystyle P_{1}} y {\displaystyle P_{2}}, se denominan catenoides.